# Carl Zenger
Carl Gustav Ritter von Zenger (* 18. April 1838 in Erolzheim; † 1. Januar 1905 in München; bis 1901: Carl Gustav Zenger; auch Karl) war ein deutscher Architekt und bayerischer Baubeamter, der viele Hochbauten der Eisenbahn in Bayern entwarf.

## Leben
Zenger war nach Absolvierung seiner fachlichen Studien vom November 1861 bis Juni 1863 technischer Gehilfe und Bauführer der Sektion Uffenheim beim Bau der Bahnstrecke Treuchtlingen–Würzburg. Anschließend war er als Baukondukteur, ab 1869 als Bauinspektor, 1870 Baurat, bis März 1870 im „innern Staatsbaudienst“ und bei der Domänen-Oberadministration des Fürsten von Thurn und Taxis.
Ab dem März 1870 war Zenger als Nachfolger von Heinrich Hügel bei der Generaldirektion der Bayerischen Ostbahnen Direktionsarchitekt und Oberingenieur und ab deren Verstaatlichung Oberingenieur der Generaldirektion der Königlichen Verkehrsanstalten (Bauabteilung) in München. Dabei war er Architekt für den Bau der Bahnstrecken Straubing–Sünching, Regensburg–Nürnberg mit Erweiterung der Ostbahnhöfe in Regensburg und in Nürnberg, Neufahrn–Obertraubling, Neukirchen–Weiden, Mühldorf–Pilsting, Landshut–Plattling, Plattling–Eisenstein, Neumarkt–Pocking, Wiesau–Redwitz, Redwitz–Eger, Neumarkt–Landshut, Feucht–Altdorf sowie der Erweiterung des Staatsbahnhofes Nürnberg.
Zenger war zuletzt Oberregierungsrat. Zu seinen bekanntesten Gebäudeentwürfen zählt das Empfangsgebäude des Nürnberger Hauptbahnhofs, das 1906 nach sechs Jahren Bauzeit eröffnet wurde. Zenger legte die klare Fassadeneinteilung des Gebäudes fest und gestaltete die Fassade mit dem in der Region häufig vorkommenden Muschelkalk. 
Zudem entwarf Zenger zahlreiche Postgebäude in Bayern.
Zenger starb nach schwerer Krankheit am 1. Januar 1905 in München. Nach ihm wurde die Zengerstraße in der Rangierbahnhof-Siedlung in Nürnberg benannt.